# 巴塞隆拿足球會B隊
巴塞隆納競技足球俱樂部（ 加泰隆尼亞語：Futbol Club Barcelona Atlètic），通常被稱為巴薩競技或巴薩B隊，是位於西班牙加泰羅尼亞的巴塞隆納足球俱樂部的一支預備隊，曾在西班牙足球乙二級聯賽參賽。
在西班牙，預備隊與高階隊在同一聯賽中比賽，而不是在預備隊聯賽中比賽。 他們必須至少比主隊低一個級別，且沒有資格參加西班牙國王杯比賽。

## 歷史
巴塞隆拿B隊始於設1901年，當時球會的董事會秘書和一隊中鋒 Lluís d'Osso成立了B隊，以"Acerrims"和"New Germanor" 等不同名義參賽。
1945年，巴塞隆拿與紡織公司Espanya Industrial簽約，以Espanya Industrial作為巴塞隆拿預備隊的名稱。 
1953年Espanya Industrial本應可升上西甲，但決定只留在西乙作賽，不過三年後（56/57 賽季)他們又再次有機會升上西甲，由於以公司名稱不可以參賽，所以球隊改名為Club Deportivo Condal，在西甲比賽。  
可惜好景不常，打了一個球季就降回西乙，其後更降到西丙，1970年Club Deportivo Condal和另一支巴塞隆拿預備隊 Atletic Catalunya 合併，改名為Barça Atletic(巴塞競技隊)。
Barça Atletic 1990年改名为巴塞隆拿B隊，本2008年改回叫Barça Atletic，2009年却又改回叫巴塞隆拿B隊，到2022年又再次改回叫Barça Atletic。

## 主場
巴塞隆拿B隊現在的主場是约翰·克鲁伊夫球场，毗鄰球會的培訓設施和甘伯體育城，於2019年8月27日開幕。

## 球員名單(2024/25)

### 現役球員
1. B隊球員號碼和球員位置參照 官方網站 （页面存档备份，存于）
2. 為加泰隆尼亞人
3. 國籍圖標根據國際足協的參賽資格定義，但球員可能會持有多於一個非國際足協定義的國籍
4. 粗體字為新加盟球員
5. 者為傷患球員
6. 一線隊英文維基百科，維基百科 （页面存档备份，存于）
7. B隊英文維基百科，維基百科 （页面存档备份，存于）

最後更新於2025年04月19日

| 號碼  | 國籍                | 球員                                | 位置   | 出生日期       | 加盟年份 | 前屬球會     | 轉會費    |
| 門 將 | 門 將               | 門 將                               | 門 將  | 門 將          | 門 將    | 門 將        | 門 將     |
| ----- | ------------------- | ----------------------------------- | ------ | -------------- | -------- | ------------ | --------- |
| 1     | 西班牙              | 安德·阿斯特拉加（Ander Astralaga）  | 門將   | 2004年3月3日   | 2023     | 青年隊       | 不適用    |
| 13    | 美国                | 迭戈·科亨（Diego Kochen）           | 門將   | 2006年3月19日  | 2024     | 青年隊       | 不適用    |
| 後 衛 |                     |                                     |        |                |          |              |           |
| 2     | 西班牙              | 特里利（Trilli）                    | 右後衛 | 2003年5月19日  | 2023     | 拉科鲁尼亚   | 20萬歐元  |
| 3     | 西班牙 · 加泰罗尼亚 | 杰拉德·馬丁（Gerard Martin）        | 左後衛 | 2002年2月26日  | 2023     | 科爾内利亞   | 20萬歐元  |
| 4     | 塞内加尔            | 馬馬杜·姆巴克（Mamadou Mbacke）     | 中後衛 | 2002年11月20日 | 2024     | 洛杉磯       | 200萬歐元 |
| 5     | 西班牙 · 加泰罗尼亚 | 塞爾吉·多明格斯（Sergi Domínguez）  | 中後衛 | 2005年4月1日   | 2023     | 青年隊       | 不適用    |
| 14    | 西班牙              | 阿爾瓦羅·科爾特斯（Álvaro Cortés）  | 中後衛 | 2005年3月17日  | 2024     | 青年隊       | 不適用    |
| 22    | 西班牙              | 胡安·阿納亞（Joan Anaya）           | 右後衛 | 2005年2月16日  | 2024     | 青年隊       | 不適用    |
| 23    | 西班牙 · 加泰罗尼亚 | 亞歷克斯·奧爾梅多（Alexis Olmedo）  | 中後衛 | 2006年1月2日   | 2024     | 青年隊       | 不適用    |
| 25    | 加纳                | 大衛·奧杜羅（David Oduro）          | 左後衛 | 2006年6月12日  | 2024     | 阿克拉雄獅   | 未透露    |
| 中 場 |                     |                                     |        |                |          |              |           |
| 6     | 西班牙              | 保·普里姆（Pau Prim）               | 後腰   | 2006年2月2日   | 2024     | 青年隊       | 不適用    |
| 8     | 西班牙 · 加泰罗尼亚 | 阿萊克斯·加里多（Aleix Garrido）    | 中場   | 2004年2月22日  | 2023     | 青年隊       | 不適合    |
| 17    | 西班牙              | 魯本·洛佩茲（Rubén López）          | 中場   | 2004年8月26日  | 2024     | 拉科魯尼亞   | 租借      |
| 20    | 西班牙              | 吉耶·費爾南德斯（Guille Fernández） | 中場   | 2008年6月18日  | 2024     | 青年隊       | 不適合    |
| 21    | 德国                | 諾亞·達爾維奇（Noah Darvich）       | 前腰   | 2006年9月25日  | 2023     | 弗賴堡二隊   | 250萬歐元 |
| 前 鋒 |                     |                                     |        |                |          |              |           |
| 7     | 西班牙              | 丹尼·羅德里格斯（Dani Rodríguez）   | 左邊鋒 | 2005年8月9日   | 2024     | 青年隊       | 不適用    |
| 9     | 西班牙              | 迭戈·佩爾坎（Diego Percan）         | 中鋒   | 2001年11月13日 | 2023     | 利安尼沙     | 25萬歐元  |
| 10    | 西班牙              | 艾倫·戈多伊（Alan Godoy）           | 中鋒   | 2003年5月4日   | 2025     | 埃登斯       | 未透露    |
| 11    | 西班牙              | 維克多·巴貝拉（Víctor Barberá）     | 中鋒   | 2004年8月20日  | 2024     | 布魯日       | 自由轉會  |
| 12    | 西班牙              | 胡安·皮耶拉（Juan Piera）           | 中鋒   | 2004年10月20日 | 2024     | 巴利阿里競技 | 自由轉會  |
| 15    | 加纳                | 阿齊茲·伊薩（Aziz Issah）           | 右邊鋒 | 2005年11月20日 | 2024     | 夢想         | 租借      |
| 16    | 西班牙              | 托尼·費爾南德斯（Toni Fernández）   | 右邊鋒 | 2008年7月15日  | 2025     | 青年隊       | 不適合    |
| 18    | 多明尼加            | 奧斯卡·烏雷納（Óscar Ureña）        | 左邊鋒 | 2003年5月31日  | 2024     | 吉羅納       | 未透露    |
| 19    | 西班牙              | 勞爾·達科斯塔（Raúl Dacosta）       | 左邊鋒 | 2002年1月26日  | 2024     | 蓬費拉迪納   | 5萬歐元   |
| 24    | 喀麦隆              | 伊凡·塞德里克（Iván Cédric）        | 中鋒   | 2001年12月22日 | 2024     | 拉斯帕爾馬斯 | 租借      |
| 44    | 马里                | 易卜拉欣·迪亞拉（Ibrahim Diarra）   | 右邊鋒 | 2006年12月12日 | 2024     | 非洲足學院   | 170萬歐元 |

阿萊克斯·加里多、安德·阿斯特拉加、塞爾吉·多明格斯為隊長，副隊長、第三隊長、第四隊長。

### 青年隊球員
2024/25賽季進入名單之青年隊隊員。

1. 青年隊維基百科，維基百科

| 號碼 | 國籍     | 球員                                    | 位置   | 出生日期      | 加盟年份 | 前屬球會   | 轉會費 |
| ---- | -------- | --------------------------------------- | ------ | ------------- | -------- | ---------- | ------ |
| 27   | 西班牙   | 安德烈斯·昆卡（Andrés Cuenca）          | 中後衛 | 2007年6月11日 | 2024     | 青年隊     | 不適合 |
| 29   | 西班牙   | 布萊恩·法裡納斯（Brian Fariñas）        | 中場   | 2006年2月9日  | 2024     | 青年隊     | 不適合 |
| 30   | 西班牙   | 胡安·埃爾南德斯（Juan Hernández）       | 前腰   | 2007年7月21日 | 2024     | 青年隊     | 不適合 |
| 31   | 西班牙   | 埃德·阿勒（Eder Aller）                 | 門將   | 2007年4月4日  | 2024     | 青年隊     | 不適合 |
| 32   | 西班牙   | 蘭德里·法雷（Landry Farré）             | 右後衛 | 2007年1月1日  | 2024     | 青年隊     | 不適用 |
| 33   | 西班牙   | 基姆·朱尼恩特（Quim Junyent）           | 中場   | 2007年3月25日 | 2024     | 青年隊     | 不適合 |
| 34   | 西班牙   | 哈維·埃斯帕特（Xavi Espart）            | 後腰   | 2007年5月21日 | 2024     | 青年隊     | 不適合 |
| 36   | 西班牙   | 佩德羅·羅德里格斯（Pedro Rodríguez）    | 中場   | 2008年1月20日 | 2024     | 青年隊     | 不適合 |
| 37   | 西班牙   | 霍夫雷·托倫茲（Jofre Torrents）         | 左後衛 | 2007年1月28日 | 2025     | 青年隊     | 不適合 |
| 38   | 西班牙   | 阿諾·普拉達斯（Arnau Pradas）           | 左邊鋒 | 2006年3月24日 | 2024     | 青年隊     | 不適合 |
| 39   | 美国     | 佩德羅·索馬（Pedro Soma）               | 中場   | 2006年6月30日 | 2024     | 科爾内利亞 | 租借   |
| 40   | 摩尔多瓦 | 利奧·薩卡（Leo Saca）                   | 中後衛 | 2007年1月3日  | 2024     | 青年隊     | 不適合 |
| 41   | 匈牙利   | 亞倫‧雅各比什維利（Áron Yaakobishvili） | 門將   | 2006年3月6日  | 2024     | 青年隊     | 不適合 |
| 42   | 西班牙   | 奧斯卡·吉斯托（Òscar Gistau）           | 中鋒   | 2008年3月8日  | 2024     | 青年隊     | 不適合 |
| 44   | 瑞士     | 埃曼·科斯波（Eman Košpo）               | 後衛   | 2007年5月17日 | 2024     | 青年隊     | 不適合 |
| 45   | 西班牙   | 簡·維爾吉利（Jan Virgili）              | 前鋒   | 2006年7月26日 | 2024     | 青年隊     | 不適合 |
| 51   | 西班牙   | 馬克斯·邦菲爾（Max Bonfill）            | 門將   | 2007年3月2日  | 2024     | 青年隊     | 不適合 |

### 外借球員
| 號碼             | 國籍             | 球員                                 | 位置             | 出生日期         | 加盟年份         | 外借球會         | 外借年期         |
| 2024年夏季轉會窗 | 2024年夏季轉會窗 | 2024年夏季轉會窗                     | 2024年夏季轉會窗 | 2024年夏季轉會窗 | 2024年夏季轉會窗 | 2024年夏季轉會窗 | 2024年夏季轉會窗 |
| ---------------- | ---------------- | ------------------------------------ | ---------------- | ---------------- | ---------------- | ---------------- | ---------------- |
| -                | 阿塞拜疆         | 埃爾達爾·塔吉扎達（Eldar Taghizada） | 門將             | 2003年5月30日    | 2024             | 圖德拉諾         | 24/25賽季        |
| 2025年冬季轉會窗 |                  |                                      |                  |                  |                  |                  |                  |
| 16               | 西班牙           | 埃杜·桑切斯（Edu Sánchez）           | 左後衛           | 2005年6月21日    | 2023             | 梅里達AD         | 24/25賽季        |

### 離隊球員
| 號碼             | 國籍                | 球員                                  | 位置             | 出生日期         | 加盟年份         | 加盟球會         | 轉會費           |
| 2024年夏季轉會窗 | 2024年夏季轉會窗    | 2024年夏季轉會窗                      | 2024年夏季轉會窗 | 2024年夏季轉會窗 | 2024年夏季轉會窗 | 2024年夏季轉會窗 | 2024年夏季轉會窗 |
| ---------------- | ------------------- | ------------------------------------- | ---------------- | ---------------- | ---------------- | ---------------- | ---------------- |
| 7                | 西班牙 · 加泰罗尼亚 | 安祖·阿拉爾孔（Ángel Alarcón）        | 左邊鋒           | 2004年5月15日    | 2023             | 波多             | 自由轉會         |
| 8                | 西班牙              | 莫哈·穆克利斯（Moha Moukhliss）       | 中前衛           | 2000年2月6日     | 2023             | 安道爾           | 租借回歸         |
| 12               | 西班牙              | 伊克爾·古洪（Iker Goujón）            | 邊鋒             | 1999年9月11日    | 2023             |                  | 自由轉會         |
| 13               | 西班牙              | 馬克·維達爾（Marc Vidal）             | 門將             | 2000年2月14日    | 2023             | 安道爾           | 租借回歸         |
| 14               | 玻利維亞            | 豪梅·奎利亞爾（Jaume Cuéllar）        | 邊鋒             | 2001年8月23日    | 2023             | 卢高             | 租借回歸         |
| 15               | 塞内加尔            | 米卡伊爾·費耶（Mikayil Faye）         | 中後衛           | 2004年7月14日    | 2023             | 雷恩             | 1,200萬歐元      |
| 22               | 西班牙              | 納伊姆·加西亞（Naim García）          | 邊鋒             | 2002年11月6日    | 2024             | 萊加內斯         | 租借回歸         |
| 23               | 西班牙              | 佩拉約·費爾南德斯（Pelayo Fernández） | 中後衛           | 2003年4月29日    | 2022             | 瓦萊卡諾         | 自由轉會         |
| 29               | 西班牙 · 加泰罗尼亚 | （Marc Guiu）                         | 中鋒             | 2006年1月4日     | 2024             | 切爾西           | 600萬歐元        |
| -                | 几内亚              | 賽義杜·巴（Saidou Bah）               | 邊鋒             | 2003年8月10日    | 2022             | 塞伊奈約基       | 自由轉會         |
| -                | 西班牙 · 加泰罗尼亚 | 何塞普·塞爾達（Josep Cerdà）          | 邊鋒             | 2003年2月4日     | 2022             | 安道爾           | 自由轉會         |
| -                | 西班牙              | 魯本·坎特羅（Rubén Cantero）          | 中後衛           | 2004年6月12日    | 2023             | 靴格里斯         | 自由轉會         |
| 2025年冬季轉會窗 |                     |                                       |                  |                  |                  |                  |                  |
| 10               | 西班牙 · 加泰罗尼亚 | 烏奈·埃爾南德斯（Unai Hernández）     | 中場             | 2004年12月14日   | 2023             | 伊蒂哈德         | 500萬歐元        |
| -                | 西班牙              | 安東尼奧·馬丁（Antonio Martín）       | 中鋒             | 2005年4月4日     | 2024             | 馬拉加競技       | 自由轉會         |
| -                | 西班牙              | 簡·莫利納（Jan Molina）               | 中場             | 2005年3月30日    | 2024             | 薩瓦德爾         | 自由轉會         |
| -                | 義大利              | 波喬·羅曼（Pocho Román）              | 右邊鋒           | 2004年2月10日    | 2023             | 獨立隊           | 自由轉會         |
| -                | 西班牙 · 加泰罗尼亚 | 比爾·維森斯（Biel Vicens）            | 中場             | 2004年7月26日    | 2023             | 聖安德魯聯盟     | 自由轉會         |

## 著名青訓球員
- 蘇比沙列特（Andoni Zubizarreta）
- 哥迪奧拿（Josep Guardiola）
- C布斯基斯 ( Carles Busquets )
- 迪拉彭拿（Iván De la Peña)
- 路爾斯·加西亞(Luis Javier García)
- 沙維（Xavier Hernandez）
- 佩奧爾（Carles Puyol）
- 連拿（José Manuel Reina)
- 費蘭度·拿華路(Fernando Navarro)
- 奧利古亞（Oleguer Presas)
- 域陀·華迪斯（Víctor Valdés）
- 恩尼斯達（Andrés Iniesta）
- S布斯基斯（Sergio Busquets）
- 保贊（Bojan Krkić）
- 柏度（Pedro Rodríguez）
- 碧基(Gerard Piqué)
- 方達斯（Andreu Fontàs）
- 域陀·山齊士（Victor Sánchez）
- 法比加斯（Cesc Fàbregas）
- 泰亞高·艾簡達拿（Thiago Alcântara）
- 派斯·加維（Paez Gavi）
- Albert Celades（英语：Albert Celades）
- Óscar García Junyent
- Roger García Junyent（英语：Roger García Junyent）
- Ramón Calderé（英语：Ramón Calderé）
- Gerard López
- Gabri García（英语：Gabri García）
- Antonio Olmo（英语：Antonio Olmo）
- Albert Ferrer
- José Vicente Sánchez（英语：José Vicente Sánchez）
- Guillermo Amor
- Francisco José Carrasco（英语：Francisco José Carrasco）
- Juan Carlos Rojo（英语：Juan Carlos Rojo）
- Sergi Barjuán
- Paco Clos（英语：Paco Clos）
- Ángel Pedraza（英语：Ángel Pedraza）
- Luis Milla（英语：Luis Milla）
- Cristóbal Parralo（英语：Cristóbal Parralo）
- Salvador García（英语：Salvador García）
- Francesc Arnau
- 祖迪·告魯夫（Jordi Cruyff）
- 梅西（Lionel Messi）
- 泰亞高·莫達（Thiago Motta）
- 杜斯山度士（Giovani dos Santos）
- 謝法倫（Jeffrén Suárez）
- 阿拿祖（Ronald Araújo）

## 外部連結
- 巴塞隆拿足球俱樂部官方網站 （页面存档备份，存于）(加泰罗尼亚文、西班牙文、英文、中文及日文)